# Niemodlin
Niemodlin (Duits: Falkenberg) is een stad in het Poolse woiwodschap Opole, gelegen in de powiat Opolski. De oppervlakte bedraagt 13,11 km², het inwonertal 6911 (2005). Tot 1945 behoorde de stad Falkenberg tot Duitsland. Sedertdien werden de Duitse inwoners verdreven of vermoord.

## Verkeer en vervoer
- Station Niemodlin